# Pedinopelte latipennis
Pedinopelte latipennis là một loài tò vò trong họ Ichneumonidae.